# Florencia Mutio
María Florencia Mutio (Paraná, 20 de noviembre de 1984) es una jugadora argentina de hockey sobre césped. Fue parte de la Selección nacional con la que participó en los Juegos Olímpicos de Londres 2012 y obtuvo la medalla de plata y formó parte del equipo que ganó la medalla de bronce en el Campeonato Mundial 2014.

## Carrera deportiva
Pertenece al Club San Fernando de San Fernando (Provincia de Buenos Aires). En 2012, fue convocada a integrar la selección mayor argentina. Integró el equipo que ganó el Champions Trophy y ese mismo año fue seleccionada para competir en los Juegos Olímpicos de Londres 2012 donde logró la medalla de plata.
En 2013, obtuvo la medalla de oro en la Copa Panamericana.
En 2014, formó parte del equipo que compitió en el Campeonato Mundial en La Haya, Países Bajos, logrando el tercer puesto.
En 2015, formó parte del equipo que compitió en los Juegos Panamericanos donde obtuvo la medalla de plata.
En 2016, obtuvo su segundo título en el Champions Trophy realizado en Londres, Inglaterra.

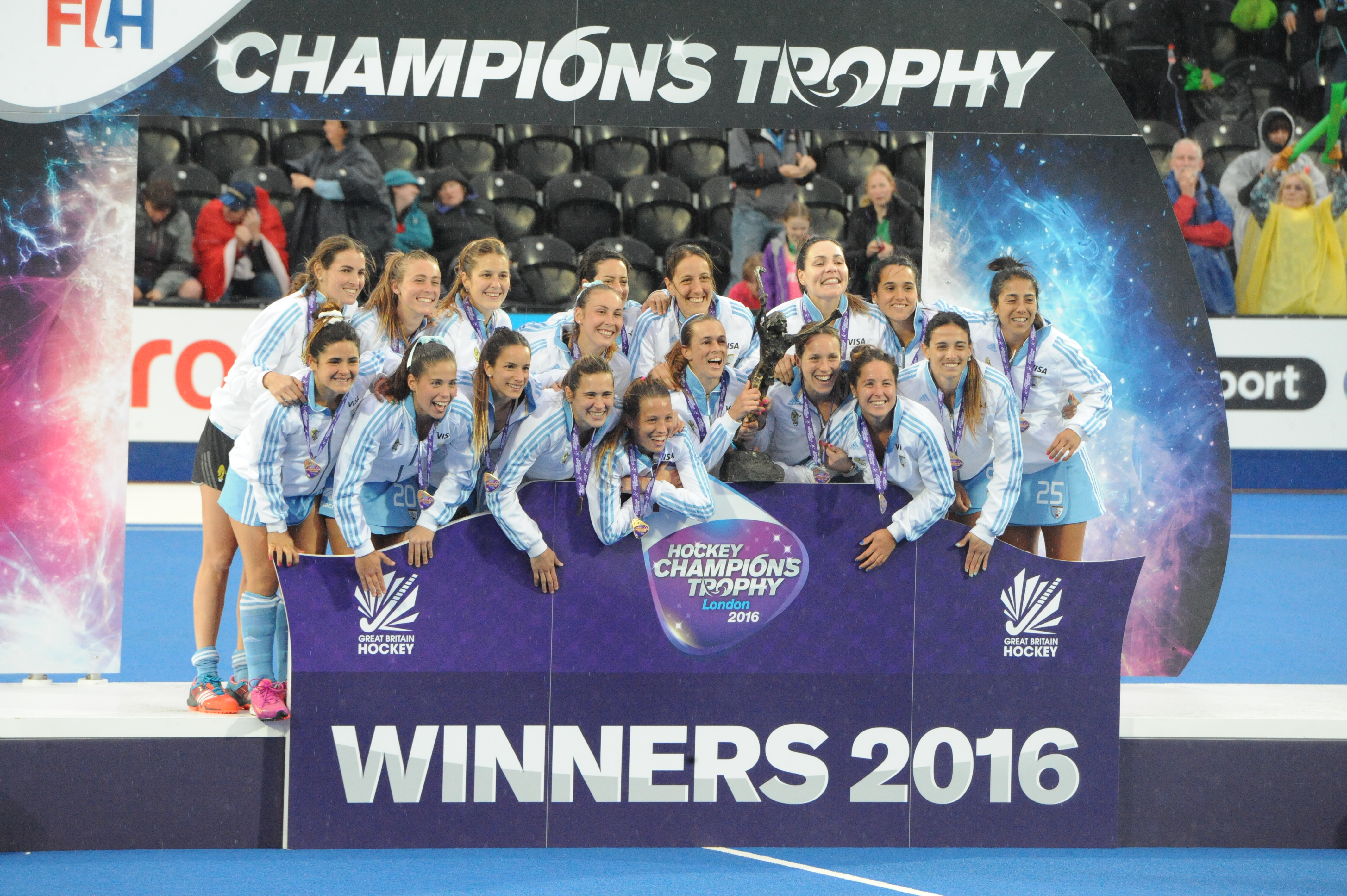
Festejos de la obtención del Champions Trophy 2016.

En 2017, ganó la Copa Panamericana disputada en Lancaster, Estados Unidos.